# Marijan Lanosović
Marijan Lanosović (Orubica, 12. lipnja 1742. – Slavonski Brod, 25. studenog 1812.) bio je hrvatski književnik, gramatičar i veliki pobornik uvođenja slavonskog načina pisanja u Hrvatskoj. Pripadao je franjevačkom redu.

## Životopis
Radio je kao profesor u osječkoj gimnaziji, bio je lektor filozofije i teologije u franjevačkim školama. Godine 1804. postao je Vikarom franjevačke provincije. Osobito se istaknuo na području jezika i pravopisa. U drugoj polovici 18. stoljeća u hrvatskom jeziku vladala je velika šarolikost. Pisalo se latinski, kajkavski i štokavsko-ikavski. Da bi se napravilo makar malo reda Josip II. u Beču 1782. osniva komisiju za izradu "Ilirskog pravopisa i gramatike". Dok su jedni članovi zastupali dalmatinski način Lanosović se borio za slavonski način pisanja u čemu je i uspio. U želji da hrvatski jezik približi Nijemcima Lanosović je napisao poveću gramatiku štokavskog narječja na njemačkom jeziku pod nazivom "Neue Einleitung zur Slavonischen Sprache". Prvo izdanje tog djela izašlo je u Osijeku 1778. g., zatim 2. 1789. godine, a 3. izdanje je bilo u Budimu 1795. godine. Gramatici je priključio i rječnik "Slavonisches Wörterbuch". 
1776. godine je napisao "Uvod u latinskih ričih slaganje" a 1794. godine, kao religiozan pisac, objavio je i "Evanđelistar ilirički" u Budimu koji je proveo u duhu svog slavonskog narječja. Umro je 1812. godine u Slavonskom Brodu.